# 마이크로소프트 파워포인트
마이크로소프트 파워포인트(Microsoft PowerPoint)는 Forethought, Inc 소속의 프로그래머 로버트 개스킨스(Robert Gaskins)와 데니스 오스틴(Dennis Austin)이 개발한 프레젠테이션 소프트웨어이다.사무용 통합 프로그램인 마이크로소프트 오피스에 포함되어 있으며 마이크로소프트 윈도우, iOS, 맥 OS와 안드로이드 운영 체제에서 구동이 가능하다.
마이크로소프트 오피스 2003부터 마이크로소프트는 오피스 제품군 안의 구성 요소로서 파워포인트의 정체성을 강조하기 위해 브랜드를 고안했다. 다시 말해, 마이크로소프트는 "마이크로소프트 파워포인트"라고 부르지 않고 "마이크로소프트 오피스 파워포인트"라고 부르기 시작했다.현재는 "PPT(피피티)"라고 제일 많이 불린다.

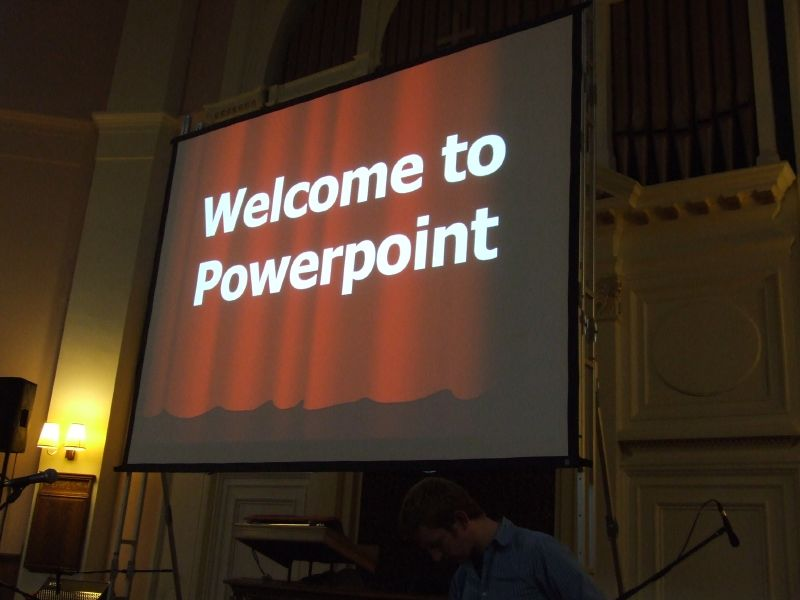
마이크로소프트 파워포인트(Microsoft Powerpoint)를 사용한 슬라이드 쇼

## 용도
파워포인트는 프레젠테이션(Presentation)을 목적으로 개발된 소프트웨어이지만, 다른 목적으로 쓰이는 경우도 있다. 이를테면, 교회 등에서 노래 가사 등을 띄울 때나 제품 전시나 광고를 위해 사용되기도 한다. 실제로, 뮤지션 데이비드 번은 갤러리에 파워포인트를 기반으로 한 아트워크, 책, DVD를 통해 수년간 파워포인트를 예술의 미디어로 이용해 왔다.

## 기본 확장자
파워포인트의 파일 포맷은 오피스 오픈 XML를 기반으로 만들어졌으며, .pptx, .ppt라는 확장자를 사용한다.

## 주의 사항
파워포인트는 기본적으로 슬라이드와 객체에 애니메이션 효과를 주는 등 프레젠테이션을 위해 다양한 옵션을 제공하고 있다. 파워포인트 2007에서는 옛날 버전에서 만든 ppt 확장자의 파일을 불러오고 처리하는 데 오랜 시간이 걸릴 수 있으며 기능을 위해서라도 pptx 확장자를 사용하는 게 낫다.

## 보조 패치
최신 버전의 파워포인트와 관련하여 마이크로소프트 홈페이지에서는 다음의 자료들을 제공한다.
- 파워포인트 2007 뷰어 - 일부 사용자들로부터 pptx 문서를 불러 올 수 없다는 보고가 있기도 하다.
- 파워포인트 옛날 버전에서 파워포인트 2007 문서를 읽을 수 있게 하는 패치 - 일부 수정, 표시 기능은 제한될 수 있다.
- 파워포인트 2007을 파워포인트 2003 이하에서 사용하던 메뉴를 사용할 수 있게 하는 패치 - 파워포인트 2003 이하의 메뉴에 익숙한 사용자들이 사용하면 된다.

## 버전 정보

### 맥 OS용 버전
- 1987년: 파워포인트 1.0 - 맥 OS 클래식
- 1988년: 파워포인트 2.0 - 맥 OS 클래식
- 1992년: 파워포인트 3.0 - 맥 OS 클래식
- 1994년: 파워포인트 4.0 - 맥 OS 클래식
- 1998년: 파워포인트 98 (8.0) - 맥 OS 클래식 (오피스 1998 - 맥)
- 2000년: 파워포인트 2001 (9.0) - 맥 OS X (오피스 2001 - 맥)
- 2002년: 파워포인트 v. X (10.0) - 맥 OS X (오피스:맥 버전 X)
- 2004년: 파워포인트 2004 (11.0) - 맥 OS X (오피스:맥 2004)
- 2008년: 파워포인트 2008 (12.0) - 맥 OS X 마이크로소프트 오피스 2008 - 맥
- 2011년: 파워포인트 2011 (13.0) - 맥 OS X 마이크로소프트 오피스 2011 - 맥
- 2015년: 파워포인트 2016 (15.14.0) - 맥 OS X 마이크로소프트 오피스 2016 - 맥

### 마이크로소프트 윈도우용 버전
- 1990년: 파워포인트 2.0 - 윈도우 3.0
- 1992년: 파워포인트 3.0 - 윈도우 3.1
- 1993년: 파워포인트 4.0 - (오피스 4.x)
- 1995년: 파워포인트 95 (버전 7.0) - 윈도우 95 — (오피스 95)
- 1997년: 파워포인트 97 (버전 8.0) — (오피스 97)
- 1999년: 파워포인트 2000 (버전 9.0) — (오피스 2000)
- 2001년: 파워포인트 2002 (버전 10) — (오피스 XP)
- 2003년: 파워포인트 2003 (버전 11) — (오피스 2003)
- 2006-2007년: 파워포인트 2007 (버전 12) — (오피스 2007)
- 2010년: 파워포인트 2010 (버전 14) - (오피스 2010)
- 2012년: 파워포인트 2013 (버전 15) - (오피스 2013)
- 2015년: 파워포인트 2016 (버전 16) - (오피스 2016)
- 2018년: 파워포인트 2019 (버전 17) - (오피스 2019)[8]

## 같이 보기
- 슬라이드쇼
- 프레젠테이션
- 파워포인트 애니메이션